# Bucovina
La Bucovina (pronuncia: /bukoˈvina/; in tedesco Bukowina, anticamente Buchenland; in romeno Bucovina; in ucraino Буковина?, Bukovyna; in russo Буковина?, Bukovina) è un territorio dell'Europa orientale amministrativamente diviso tra Romania (Bucovina meridionale) e Ucraina (Bucovina settentrionale).

## Nome
Questa regione dei Carpazi assunse ufficialmente il nome di Bucovina nel 1775, quando divenne un dominio asburgico. I tedeschi le conferirono questo nome partendo da quello polacco di Bukowina, che a sua volta derivava dal termine slavo buk che significa "albero di faggio".

## Geografia fisica
La Bucovina, che ricopre grosso modo un'area di 10422 km², non ha unità fisica. Essa comprende una parte del versante orientale dei Carpazi, il quale è formato da creste uniformi, che non giungono all'altezza di 2000 m, e hanno, presso l'antica frontiera dalla parte della Transilvania, alcune vette calcaree un po' più elevate (Rareu, 1887 m); comprende poi una larga zona di colline terziarie, con ripidi pendii costituiti da sabbie e calcari sarmatici, generalmente volti a ovest, mentre le valli longitudinali si sviluppano nelle argille vindoboniane; infine comprende una piccola distesa di pianure con carattere stepposo, che sono il prolungamento dell'altopiano della Bessarabia settentrionale, limitato dal profondo canyon del Dnestr, il quale forma la frontiera verso il nord-est.
Il clima della Bucovina è continentale ed eccessivo. Černivci (248 m) presenta una media annua di 9,1 °C, di –2,7 °C in gennaio e di 20,5 °C in luglio. L'inversione della temperatura costituisce la regola nell'inverno, quando l'aria è calma. Le precipitazioni, copiose in montagna, diventano scarse in pianura.

## Geografia antropica

### Suddivisioni amministrative
- Romania
  - Distretto di Suceava (eccetto la città di Fălticeni ed i suoi dintorni)
  - Distretto di Botoșani nel comune di Mihăileni

- Ucraina
  - Oblast di Cernivtsi (rom.: Cernăuți), tranne le zone attorno alle città di Chotyn ed Herca che fanno parte della regione storica della Bessarabia).

## Storia

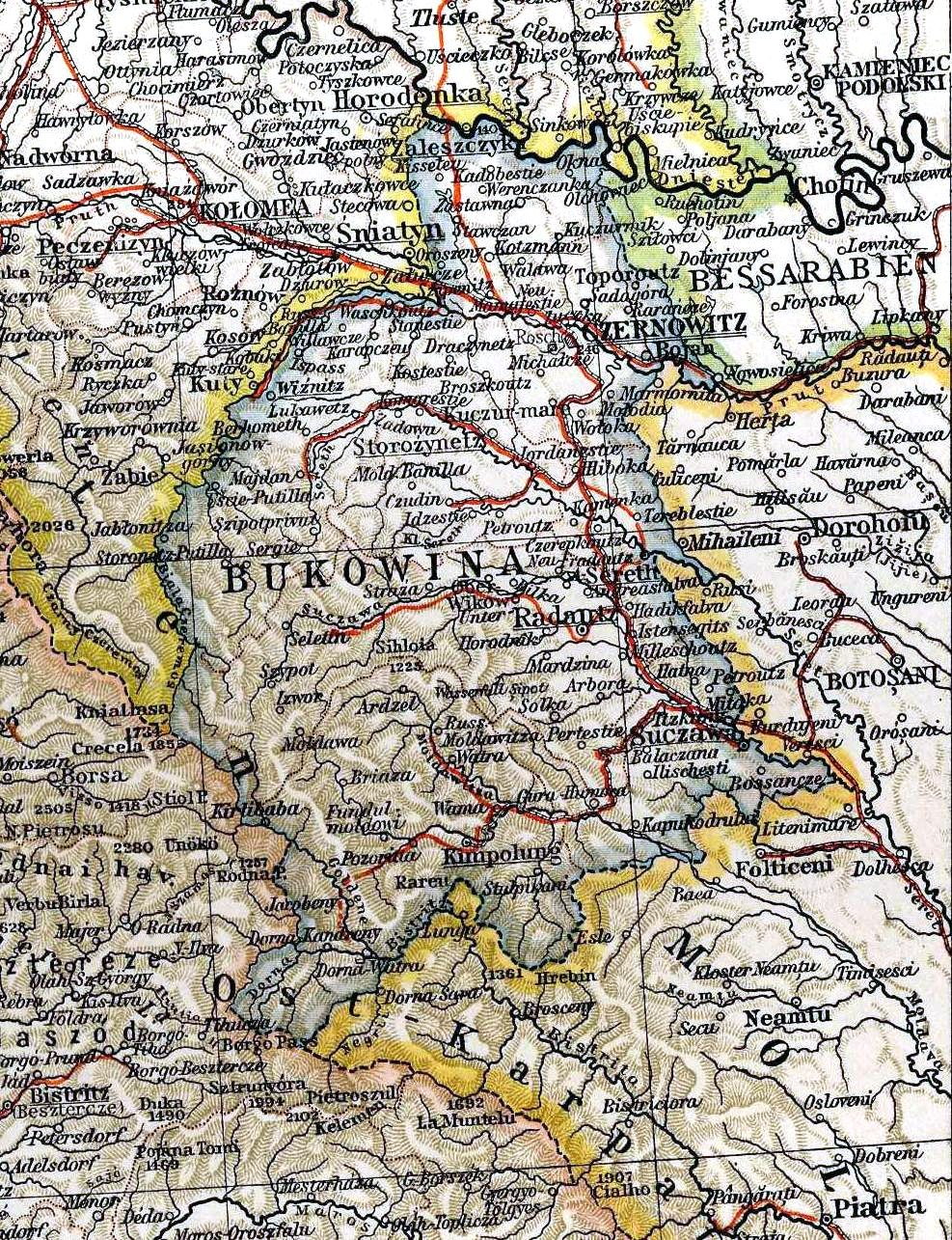
La Bucovina ai tempi dell'Impero austro-ungarico da una mappa del 1901

Già dal XIV secolo costituisce la parte settentrionale della Moldavia essendo appartenuta all'antico principato di Moldavia. Infatti la Bucovina fu parte del principato di Ștefan III cel Mare (Stefano il Grande), che combatté a lungo contro gli invasori ottomani. Nel 1775 la Bucovina venne annessa all'Impero austriaco che le diede il nome di Bucovina al nord della Moldavia. Nel 1918, dopo la prima guerra mondiale, la Bucovina, insieme alla Bessarabia e alla Transilvania, entrò a far parte della Grande Romania.
Nel 1940 l'Unione Sovietica, a seguito di un ultimatum, si annetté la Bessarabia con il consenso della Germania nazista sulla base dei protocolli segreti firmati nel Patto Ribbentrop-Molotov del 23 agosto 1939, ma si impadronì anche della Bucovina settentrionale, che in tali protocolli non era menzionata (si indicava esplicitamente la Bessarabia in un generico contesto di Europa sud-orientale, mentre la Bucovina era considerata Mitteleuropa). Durante l'avanzata in territorio romeno, l'Armata Rossa non rispettò i tempi concordati tra i governi di Mosca e di Bucarest e aprì il fuoco contro le truppe romene in marcia verso il nuovo confine, causando numerose vittime. Interi reparti romeni vennero accerchiati e catturati. Anche forze partigiane, precedentemente introdotte nella regione, parteciparono a queste azioni di guerra contro l'esercito romeno. L'Armata Rossa occupò anche il territorio di Herca (con popolazione quasi totalmente romena) che non era incluso nelle rivendicazioni sovietiche e neppure nell'ultimatum di Mosca.
Dopo l'annessione da parte dell'URSS della Bucovina settentrionale, centinaia di contadini furono uccisi dalla polizia sovietica mentre cercavano di fuggire in Romania. Si ricorda il massacro di Fântâna Albă del 1º aprile 1941. Alcune migliaia di persone arrestate non fecero più ritorno. Nel 1941 la Romania si unì alla Germania nazista nell'invasione dell'Unione Sovietica (operazione Barbarossa) e si riprese, provvisoriamente, la Bessarabia e la Bucovina settentrionale, ma nel 1944 l'Unione Sovietica rioccupò la Bessarabia e metà della Bucovina (Bucovina del Nord), che le vennero assegnate dal trattato di pace del 1947.

## Arte
In Bucovina si trovano dei pregevolissimi monasteri risalenti al XV-XVI secolo; tra i più famosi ci sono quelli di Putna, Voronet, Sucevița e Humor, presso Gura Humorului. I monasteri hanno la particolarità di essere affrescati all'esterno ed in quelli restaurati oggi questi affreschi si mostrano in tutta la loro bellezza. Da qualche anno fanno parte del patrimonio dell'umanità dell'UNESCO.

## Turismo
La Bucovina è una regione montuosa, sostanzialmente una valle; solo nella zona settentrionale verso l'Ucraina il territorio è pianeggiante. Nella valle del fiume Moldava vi sono le cittadine di Câmpulung Moldovenesc e Vatra Dornei, che hanno una qualche rinomanza come stazioni climatiche. La regione della valle è comunque ricca di foreste.
È possibile visitare su appuntamento la miniera di sale di Cacica, tuttora in attività, che ha vari spazi sotterranei comprendenti una chiesa, un ristorante (attualmente in attività solo per ricevimenti) ed una piscina salata.

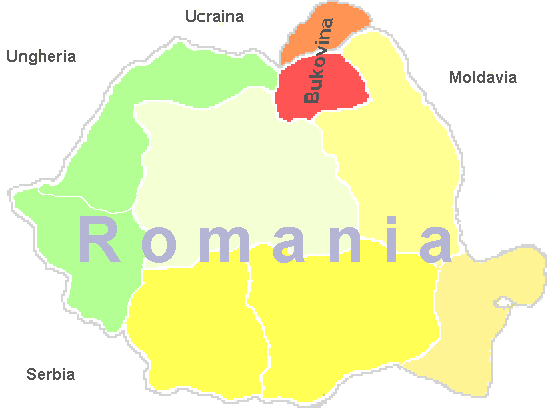
La Bucovina e le altre regioni storiche rumene

## Industria
Ci sono alcune fabbriche di scarpe, prodotti alimentari, prodotti biologici (latte, formaggio), lavorazione del legno (Fabbrica Egger) ed a Cacica vi è una miniera sotterranea di salgemma che produce all'incirca 50.000 tonnellate/anno di cloruro di sodio.